# Признание США Голанских высот частью Израиля
25 марта 2019 года Соединённые Штаты Америки официально признали Голанские высоты находящимися под суверенитетом Израиля. Подписанный администрацией Трампа указ президента США ознаменовал собой первый случай признания какой-либо страной суверенитета Израиля над Голанскими высотами; согласно международному праву, эта территория рассматривается как часть Сирии, хотя она находится под израильской военной оккупацией со времён арабо-израильской войны 1967 года. В 1981 году правительство Израиля приняло закон о Голанских высотах — фактической аннексии территории.
Признание со стороны США было расценено как политический подарок от американского президента Дональда Трампа, направленный на то, чтобы помочь премьер-министру Израиля Биньямину Нетаньяху завоевать благоприятную репутацию среди избирателей на предстоящих в апреле 2019 года парламентских выборах. Это было осуждено рядом стран и организаций, включая Организацию Объединённых Наций и Европейский союз. Сирийское правительство отвергло заявление США, назвав его «вопиющим нападением» на суверенитет и территориальную целостность Сирии. Это признание продолжалось и при администрации Байдена.

## Предыстория

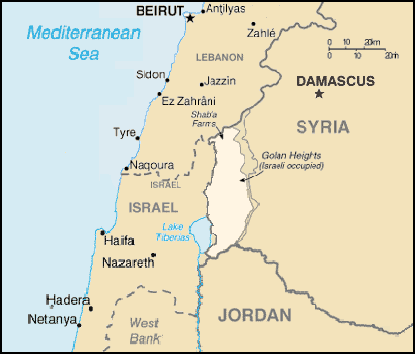
Расположение Голанских высот между Израилем и Сирией (находятся под контролем Израиля после арабо-израильской войны 1967 года)

Во время арабо-израильской войны 1967 года Израиль захватил Голанские высоты у Сирии. В 1981 году израильское правительство фактически аннексировало территорию на основании Закона о Голанских высотах, что не получило международного признания. С 1967 года Организация Объединённых Наций признала Голанские высоты сирийской территорией, находящейся под израильской военной оккупацией.
До признания США Голанских высот израильской территорией в марте 2019 года администрация Трампа подписала ещё одну президентскую декларацию в декабре 2017 года, в которой США признали Иерусалим столицей Израиля. Впоследствии американская дипломатическая миссия в Израиле была переведена из Тель-Авива в Иерусалим (см. Посольство США в Иерусалиме); признание и переезд были в значительной степени осуждены международным сообществом, поскольку Организация Объединённых Наций признаёт этот город центральным переговорным пунктом израильско-палестинского мирного процесса. Хотя суверенитет Израиля над Западным Иерусалимом широко признаётся, Восточный Иерусалим рассматривается как находящийся под израильской военной оккупацией.

## Объявление
21 марта 2019 года президент США Дональд Трамп написал в Твиттере, что «Соединённым Штатам пора полностью признать суверенитет Израиля над Голанскими высотами». Израиль приветствовал этот шаг. Десятки людей из общины друзов на Голанских высотах протестовали против заявления Трампа.
Четыре дня спустя, 25 марта 2019 года, на совместной пресс-конференции в Вашингтоне с премьер-министром Израиля Биньямином Нетаньяху Трамп подписал декларацию, в которой говорится, что «Соединённые Штаты признают, что Голанские высоты являются частью государства Израиль».
Прокламация была подписана в контексте того, что Трамп обвинил своих политических оппонентов в том, что они якобы делали «антисемитские» комментарии в предыдущие недели. Трамп задумал подписание декларации и визит Нетаньяху в Соединённые Штаты всего за две недели до парламентских выборов в Израиле в апреле 2019 года как поддержку кандидатуры Нетаньяху. Ожидалось, что эта декларация также повысит популярность Трампа среди произраильских избирателей в Соединённых Штатах.

## Обоснование провозглашения

### Американские официальные лица
В заявлении упоминаются «агрессивные действия Ирана и террористических группировок, включая „Хезболлу”, на юге Сирии» в качестве оправдания для Израиля в сохранении суверенитета над Голанскими высотами, поскольку Израилю «необходимо защитить себя от Сирии и других региональных угроз».
Опровергая предполагаемые двойные стандарты в признании аннексии Израилем Голанских высот и введении санкций против России за аннексию Крыма в 2014 году, госсекретарь Майк Помпео заявил, что «то, что президент сделал с Голанскими высотами, — это признание реальности на местах и ситуации с безопасностью, необходимой для защиты Израильского государства. Это так... это так просто». На следующий день после провозглашения представитель Госдепартамента заявил, что «Израиль получил контроль над Голанами в результате своего законного ответа на сирийскую агрессию, направленную на уничтожение Израиля. Россия оккупировала Крым, несмотря на то, что она признала Крым частью Украины в двусторонних соглашениях и вопреки своим международным обязательствам, включая основные принципы ОБСЕ».

### Израильские официальные лица
Нетаньяху заявил на пресс-конференции после объявления о том, что «Израиль завоевал Голанские высоты в справедливой войне в целях самообороны», имея в виду войну 1967 года. Анонимный израильский чиновник поддержал заявления Нетаньяху, заявив The Washington Post, что признание Голанских высот было оправданным, поскольку оккупированная территория была завоёвана в ходе «оборонительной войны».

## Реакции
Генеральный секретарь Организации Объединённых Наций Антониу Гутерриш заявил, что «статус Голан не изменился», и этот шаг США вызвал осуждение, критику или неприятие со стороны Европейского союза, Великобритании, Германии, Франции, Бельгии, Испании, Польши, Южной Африки, Турции, Египта, Лиги арабских государств, России, Ирландии, Саудовской Аравии, Омана, Объединённых Арабских Эмиратов, Бахрейна, Катара, Кувейта, Иордании, Ирака, Ирана, Мавритании, Марокко, Туниса, Сомали, Ливана, Японии, Кубы, Венесуэлы, Индонезии, Канады, Пакистана, Судана, Малайзии, Вьетнама и Китая.
Сирия назвала этот шаг «вопиющей атакой» на свой суверенитет и территориальную целостность и заявила, что у неё есть право вернуть территорию. Государственная новостная организация «Сирийское арабское информационное агентство» сообщило, что в нескольких сирийских провинциях прошли акции протеста против заявления Трампа. Лидер «Хезболлы» Хасан Насралла, чья группировка была упомянута в заявление как угроза Израилю, заявил, что «сопротивление, ещё раз сопротивление» — это единственный способ вернуть оккупированные Израилем территории.
Этот шаг был высоко оценён израильскими лидерами всего политического спектра, включая президента Реувена Ривлина, лидера оппозиции Шели Яхимович, лидера лейбористов Ави Габая, лидера «Кахоль-лаван» Бени Ганца, спикера парламента Йоэля Эдельштейна, лидера «Кулану» Моше Кахлона и сопредседателей «Новых правых» Нафтали Бенета и Аелет Шакед.

## Последствия

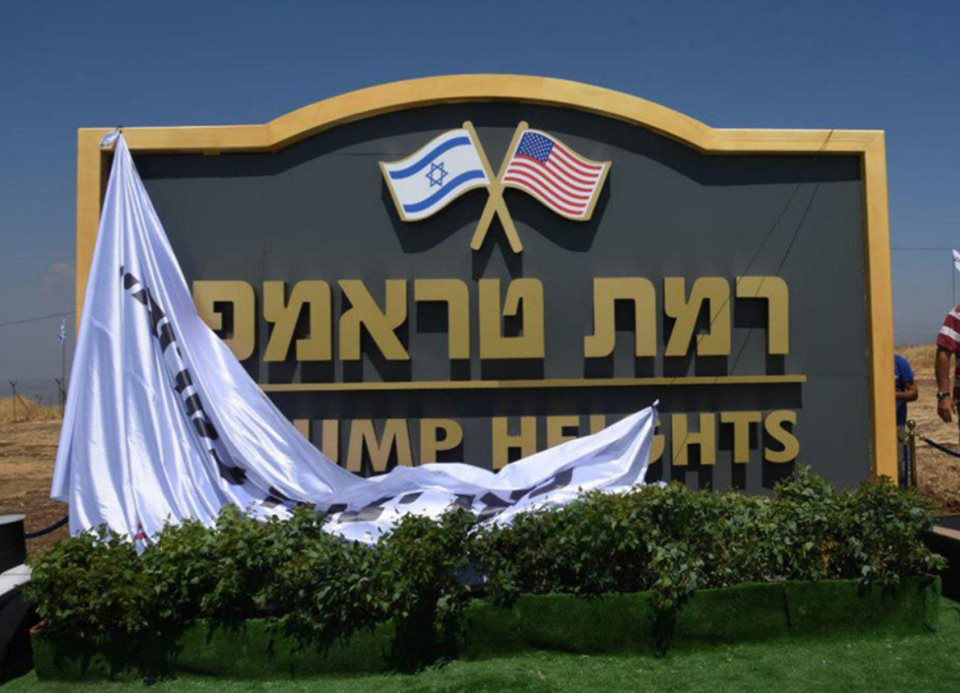
Открытие вывески на Рамат-Трамп в июне 2019 года

23 апреля 2019 года премьер-министр Израиля Биньямин Нетаньяху объявил, что внесёт на утверждение правительства резолюцию о названии новой общины на Голанских высотах в честь Трампа. 16 июня 2019 года Израиль объявил о создании Рамат-Трамп, запланированного поселения на Голанских высотах.
В июне 2021 года администрация Байдена в США подтвердила, что продолжит придерживаться политики предыдущей администрации по признанию суверенитета Израиля над Голанскими высотами. Однако государственный секретарь Энтони Блинкен «дал понять, что готов к возможному пересмотру политики».

## Комментарии
1. ↑  Международное сообщество признаёт, что Голанские высоты находятся под суверенитетом Сирии, а также подпадают под международно признанные территории, оккупированные Израилем.